# Карабах

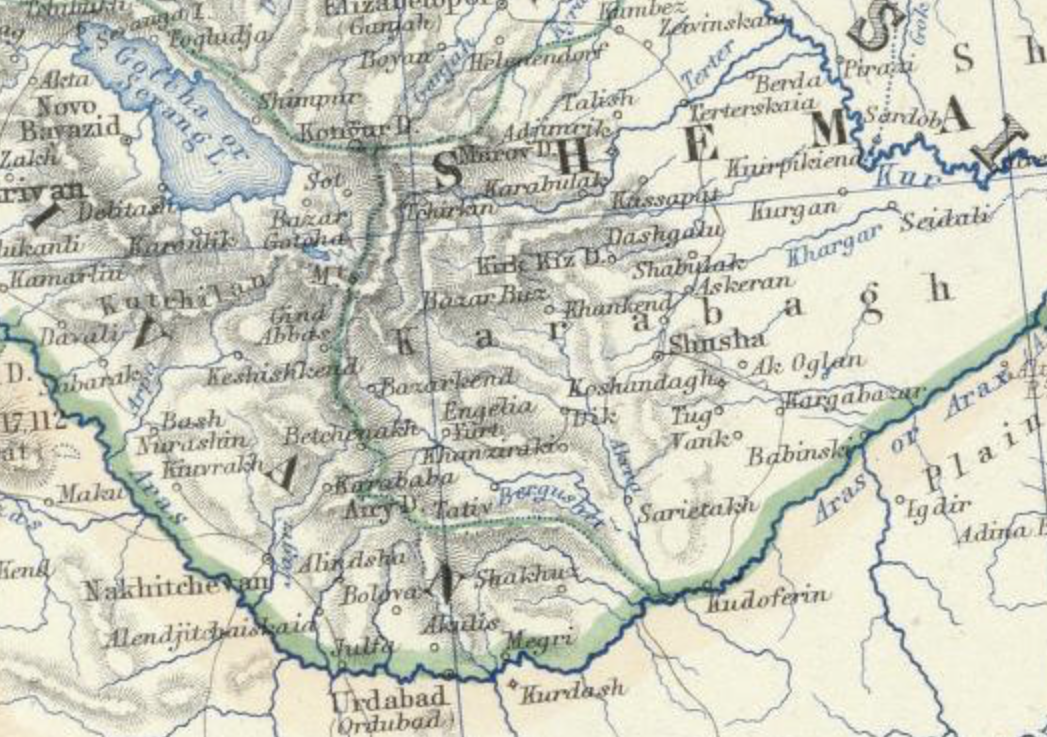
Карабах на карте Закавказья, составленной Александром Джонстоном в 1861 году

Караба́х (азерб. Qarabağ) — историко-географический регион, расположенный на территории современного Азербайджана и состоящий из Равнинного и Нагорного Карабаха.
В XVI — середине XVIII веков — бегларбекство (провинция) Сефевидской империи, где низменности и предгорья входили в мусульманские ханства, а нагорные территории в армянские меликства; в середине XVIII — начале XIX веков здесь существовало Карабахское ханство; с 1805 года — в составе Российской империи; в советское время — в составе Азербайджанской ССР. В настоящее время входит в состав Азербайджанской Республики. Часть территории с начала 1990-х годов до сентября 2023 года де-факто контролировалась непризнанной Нагорно-Карабахской Республикой.

## Этимология
Название Карабах этимологически происходит от тюркского «кара» — чёрный, и персидского «бах» — сад. Начиная с XIV века, с монгольского периода, этим названием обычно обозначается южная часть Аррана.
Для обозначения нагорной части территории армяне также используют название провинции Великой Армении, а позднее и Кавказской Албании — Арца́х (арм. Արցախ; [ɑɾt͡sʰɑ́χ]), охватывавшей регион в древности.

## Исторический очерк

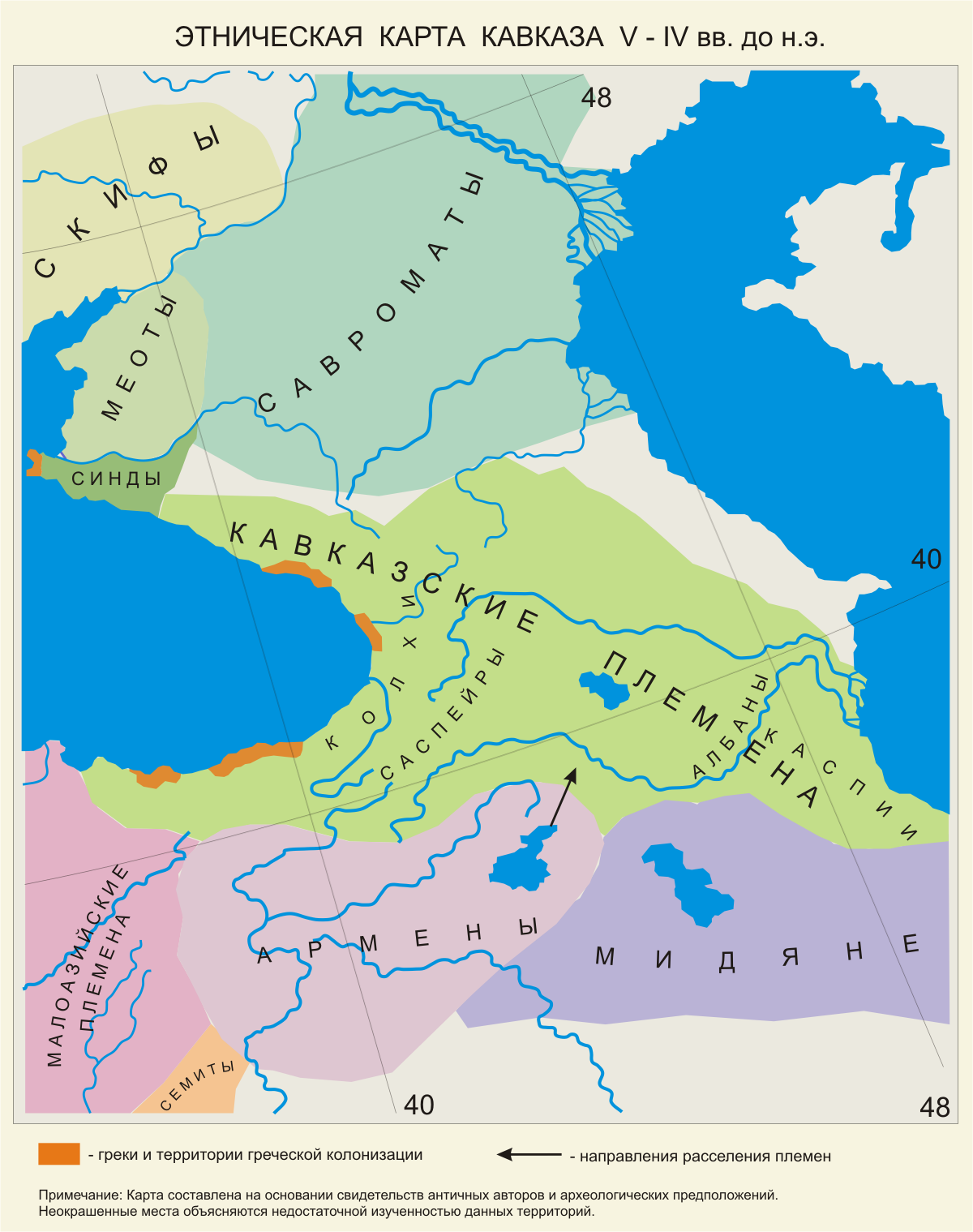
Этническая карта Кавказа в V−IV вв. до н. э. Карта составлена на основании свидетельств античных авторов и археологических предположений. Неокрашенные места объясняются недостаточной изученностью данных территорий

Великая Армения в I−IV вв., по карте-вкладышу ко II тому «Всемирной истории» (М., 1956). Заштрихованы земли Великой Армении, отошедшие от неё к соседним государствам после раздела в 387 г.

Карабах охватывает территорию, протянувшуюся от Малого Кавказского хребта до равнин у слияния Куры и Аракса. Разделяется на Равнинный Карабах и Нагорный Карабах. Автохтонным населением региона были различные кавказские племена. Историки полагают, что при наивысшем могуществе персов кавказские племена подчинялись ахеменидскому сатрапу Мидии. В начале II века до н. э. регион был завоёван Великой Арменией у Мидии Атропатены и стал составлять две её провинции: Арцах (нагорная часть) и Утик (равнинная часть). С тех пор, на протяжении почти 600 лет, до 390-х годов н. э. территория находилась в границах армянского государства Великая Армения, северо-восточная граница которого, по свидетельству греко-римских и древнеармянских историков и географов, проходила по реке Кура.
После падения Великой Армении эти провинции отошли к вассальному от Персии полиэтническому государству Кавказская Албания. Позже, уже в середине V столетия, его столица была перенесена в Равнинный Карабах в новооснованный город Партав (Барда).
В период долгого нахождения в составе Армении Арцах был арменизованы. Процесс этот начался в античное время и завершился ещё в раннем средневековье — к VIII—IX векам. Уже в 700 году сообщается о наличии арцахского (карабахского) диалекта армянского языка.
Арабский автор X века Истахри сообщает об этническом составе региона Нагорного Карабаха:
… за Берда'а и Шамкуром народ из племени армян…
<…>

Путь из Берда'а в Дабиль идёт по землям армян, и все эти города в царстве Санбата, сына Ашута.
В Равнинном Карабахе, в окрестностях Барды, согласно сообщениям арабского историка X века Истахри, продолжали говорить на албанском языке.
В начале IX века под предводительством армянского князя Сахла Смбатяна (Сахл ибн Сунбат ал-Армани), именуемого у Мовсеса Каганкатваци «Саhлем из рода hАйка», на территории Нагорного Карабаха образуется армянское феодальное княжество Хачен. В конце IX века Хачен попадает в вассальную зависимость от Армянского царства Багратидов. Хаченское княжество просуществовало до конца XVI века, став одним из последних остатков армянского национального-государственного устройства после потери независимости. С начала XIII века здесь правят армянские княжеские династии Гасан-Джалаляны и Допяны — ответвления потомков Сахля Смбатяна. Как отмечают авторы академического «Истории Востока», в XII—XIII веках армянонаселённый Нагорный Карабах становится одним из центров армянской культуры.
Начиная с XI века несколькими волнами Восточное Закавказье подверглось нашествию огузов-сельджуков и других тюркских племен. Часть тюркских племен, осевших на равнинных землях между Курой и Араксом (Мильско-Карабахская равнина), впоследствии, смешавшись с местным иранским и кавказским населением, составили основу будущего азербайджанского этноса.
С XIII по XVIII века граница гор и равнин оформила границу между оседлым христианским населением, доминировавшим в горах, и мусульманским кочевым населением, доминировавшим на равнинах, при этом поднимавшимся сезонно в горы по устоявшимся маршрутам.
Согласно А. Ямскому, тюрки-кочевники зимовали в Равнинном Карабахе, а летом откочёвывали на пастбища Нагорного Карабаха, где они проводили 4-5 теплых месяцев в году. Свидетельства использования вторгшимися в Восточное Закавказье монголо-татарами нагорной части Карабаха в своих сезонных перекочёвках из муганских степей к озеру Севан оставил армянский историк XIII века Киракос Гандзакеци. Подобный хозяйственный уклад сохранился в регионе вплоть до XX век. По мнению Ямскова таким образом вся высокогорная часть Карабаха на протяжении нескольких веков в тёплые месяцы года находилась в использовании у тюрков-скотоводов.
В дальнейшем в Карабахе развились две идентичности на армянской и тюркской основе — карабахских армян и карабахских азербайджанцев.
Первым европейцем, побывавшим в Карабахе, становится немец Иоганн Шильтбергер. Он писал около 1420 года:
Я также провёл много времени в Армении. По смерти Тамерлана, попал я к сыну его, владевшему двумя королевствами в Армении. Этот сын, по имени Шах-Рох, имел обыкновение зимовать на большой равнине, именуемой Карабаг и отличающейся хорошими пастбищами. Её орошает река Кур, называемая Тигр, и возле берегов сей реки собирается самый лучший шёлк. Хотя эта равнина лежит в Армении, тем не менее она принадлежит язычникам, которым армянские селения принуждены платить дань. Армяне всегда обходились со мною хорошо, потому что я был немец, а они вообще очень расположены в пользу немцев (нимиц), как они нас называют. Они обучали меня своему языку и передали мне свой «Патер ностер»
О Карабахской зимовке Шахруха пишет также армянский историк XV века Фома Мецопеци.
В XV веке Нагорный Карабах переходит под сюзеренитет туркоманских государств Кара-Коюнлу и Ак-Коюнлу, а затем в состав Сефевидского государства. Здесь образовывается Карабахское беглербекство. При Сефевидах тюркские племена, которые кочевали в Карабахе, образовали две племенных конфедерации — Игирми-дёрд (двадцать четыре) и Отуз-ики (тридцать два).  В начале сефевидского владычества (рубеж 1500-х и 1510-х) магалы Дизака (современный Джебраильский район) и Варанды (современный Физулинский район) являлись тиюлем (феодальным владением) бегларбека Пири-бека Каджара.
Под сюзеренитетом монголов, туркоманских государств и Сефевидского государства продолжило существовать армянское княжество Хачен, впоследствии распавшееся на пять полуавтономных и зависящих от карабахского бегларбека армянских княжеств (Хачен, Дизак, Варанда, Джраберд и Гюлистан), сохранявшихся вплоть до конца XVIII века и управлявшихся собственными князьями — меликами Хамсы. Хамс становится последним очагом армянского национально-государственного устройства. В документе XVIII века о Хамсе/Карабахе говорится как о «едином остатке древния Армении сохранявшем чрез многие веки независимость свою».
Карабаг есть страна лежащая между левого берега Аракса и правого реки Куры, выше Муганского поля, в горах. Главнейшие обитатели её - Армяне, управляемые наследственно 5 своими меликами или природными князьями, по числу сигнагов ила кантонов: 1,Чараперт, 2, Игермадар, 3, Дузах, 4, Варанд, 5, Хачен. Каждый может выставить до 1 т. человек военных. Эти мелики, по учреждению Надыра, непосредственно зависели от шаха, а местное управление имел католикос их (или титулярный патриарх, поставляемый от главного всей Армении патриарха эчмиадзинского), имеющий прилагательный титул авганского, каковым именем древле Армения называлась.

Документ, 1740-е гг.

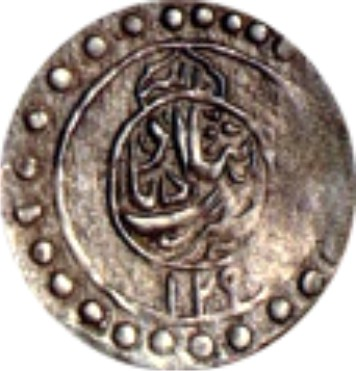
Монета отчеканенная Карабахским ханом Панах Али в 1787 году

В 1736 году пришедший к власти в Персии Надир-шах, из новой династии Афшаридов, отделяет земли пяти армянских меликств Нагорного Карабаха, кочевых племён Мильско-Карабахской степи, а также Зангезур от Гянджинского (Карабахского) бегларбекства и подчиняет их непосредственно шахской власти. В 1747 году в Равнинном Карабахе было образовано Карабахское ханство, которое, впервые за всю историю, установило власть над преимущественно армянонаселённым Нагорным Карабахом. Изначально оно находилось под персидским, с 1805 года — под русским суверенитетом. Ханство было занято русскими войсками во время русско-персидской войны и принято в российское подданство по трактату 14 мая 1805 года:
В. А. Потто отмечал:
Среди обломков некогда великого армянского царства Карабах, принадлежавший персиянам, один сохранил у себя, как памятники минувшего величия, те родовые уделы армянских меликов*, которые занимали собой всё пространство от Аракса до реки Курак, верстах в 20-ти от Ганджи, нынешнего Елизаветполя. В Арцахе, или в Нижнем Карабахе, эти родовые уделы были: Дизак, Варанда, Хачен, Чароперт** и Гюлистан, собственно и составлявшие Карабахское владение, как о том упоминают старинные русские акты. Горная часть Карабаха, Сюник или Зангезур, заключала в себе только одно значительное меликство – Каштахское, окружённое землями других более мелких армянских владений, а часть, прилегавшая к самому Араксу, по преимуществу была населена татарскими кочевниками. Среди разрушения и общего погрома армянского царства владетели этих уделов, мелики, одни сумели сохранить за собой старинные наследственные права и даже удержать в стране почти до самого начала XIX века тот политической строй, который сложился здесь со времён персидских царей Сефевидов. Как вассалы Персии, они утверждались в своих наследственных правах персидскими шахами и платили им дань, но зато сохранили политическую самостоятельность во внутреннем управлении своими землями, имели свой суд и расправу, свои укреплённые замки и даже собственные дружины, которые охраняли край от лезгин и турок.

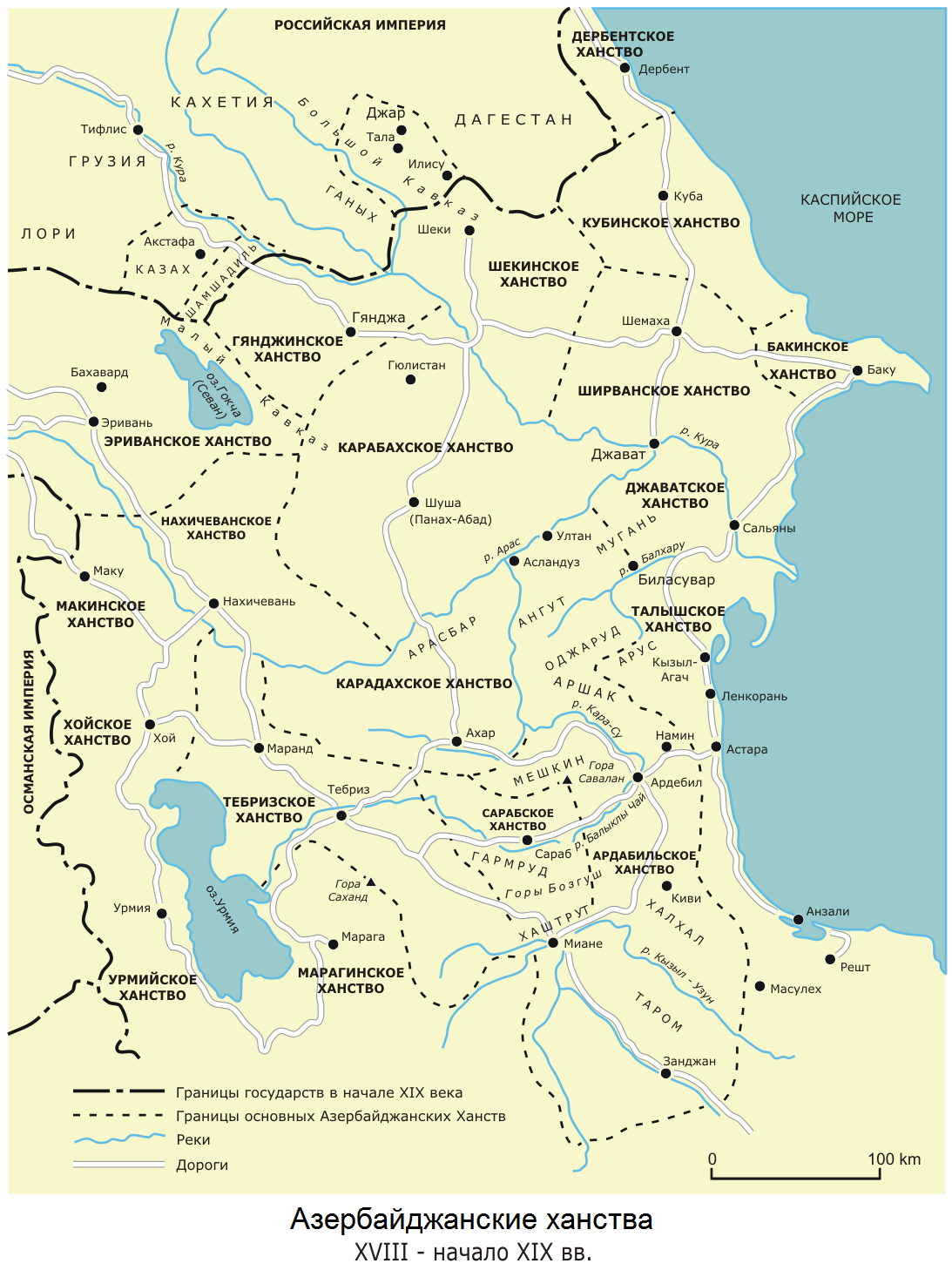
Ханства Закавказья и Иранского Азербайджана, XVIII — начало XIX вв.

После ликвидации ханство было преобразовано в Карабахскую провинцию с военным управлением (с 1846 года в составе Шемахинской (затем Бакинской) губернии, с 1868 года — Елизаветпольской губернии), которая делилась на уезды: Шушинский, Джебраильский, Джеванширский и Зангезурский (ныне на территории Армении; Зангезур географически к Карабаху не относится). В 1828 году в Карабах было переселено 700 армянских семей, в основном в Равнинный Карабах — на развалины Барды; при этом 300 семей вернулось обратно, а значительная часть оставшихся погибла от эпидемии чумы.

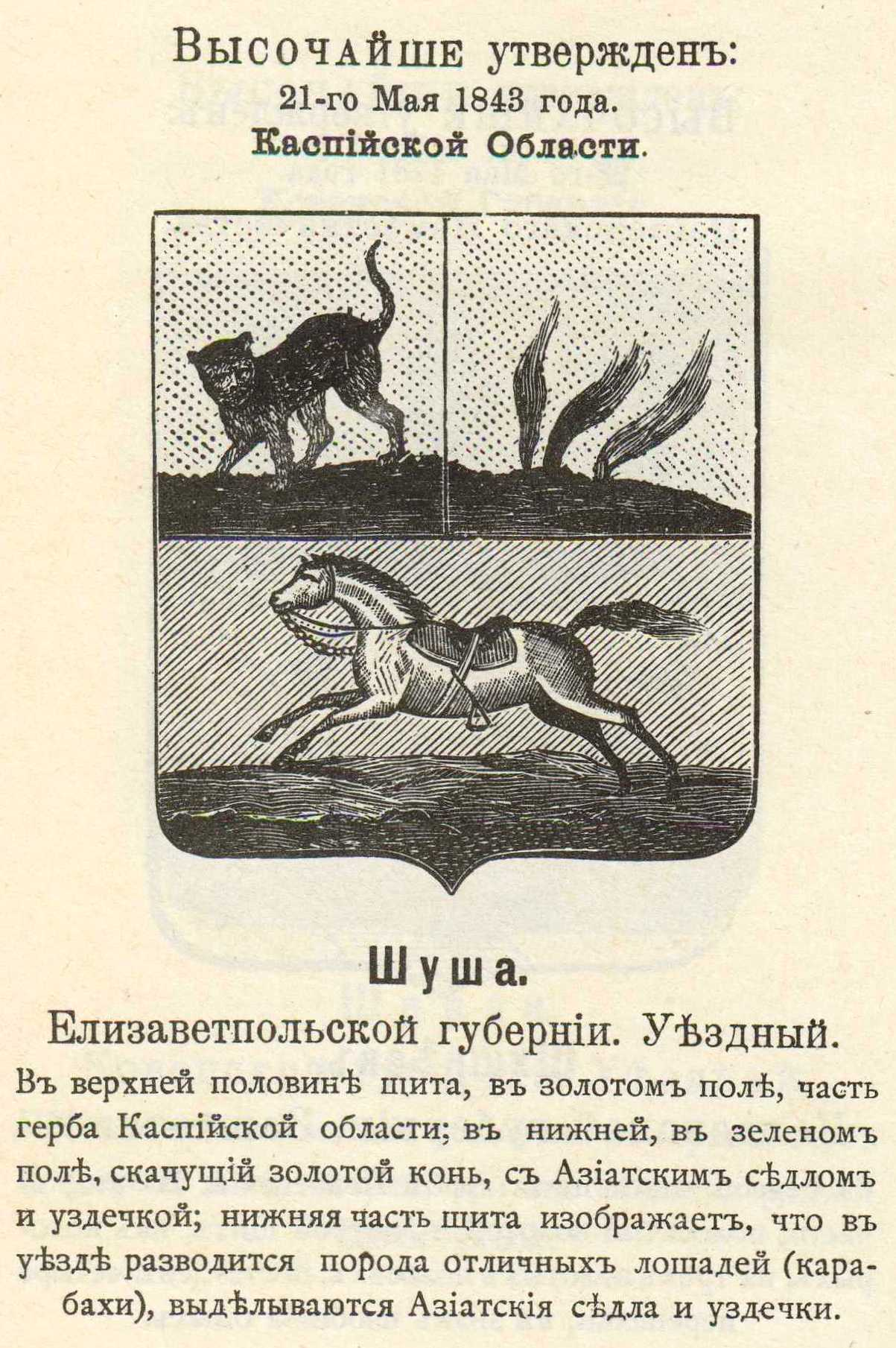
Герб Шуши — гласный для Карабаха: изображена лошадь карабах. 1843

В XVIII—XIX веках Карабах был знаменит особой породой скаковых лошадей, носившей название «карабахской».
В 1918 году Карабах вошёл в состав новообразованной Азербайджанской Демократической Республики, но ожесточённые столкновения между азербайджанцами и армянами в его нагорной части продолжались вплоть до 1920 года, когда регион был занят Красной Армией. Решением Кавбюро ЦК РКП(б) от 5 июля 1921 года Карабах был оставлен в составе Азербайджана, а его нагорной, преимущественно армянонаселённой части, была предоставлена широкая областная автономия — см. НКАО.

### Карабахский конфликт
Со второй половины 1987 года в НКАО и Армении активизировалось движение за передачу Нагорного Карабаха из состава Азербайджанской ССР в состав Армянской ССР. В сентябре-октябре 1987 года в армянском селе Чардахлы Шамхорского района возникает конфликт между первым секретарём Шамхорского райкома Компартии Азербайджана М. Асадовым и местными жителями. В ноябре 1987 года в результате межэтнических столкновений азербайджанцы, компактно проживавшие в Кафанском и Мегрийском районах Армянской ССР, выезжают в Азербайджан. В своей книге Томас де Ваал приводит свидетельства армянки Светланы Пашаевой и азербайджанца Арифа Юнусова об азербайджанских беженцах из Армении, прибывших в Баку в ноябре 1987 года и январе 1988 года. Пашаева рассказывает, что видела два товарных вагонах, в которых прибыли беженцы, в том числе старики и дети. 20 февраля 1988 года сессия народных депутатов НКАО принимает обращение с просьбой присоединить НКАО к Армянской ССР. 22 февраля происходит столкновение между армянами и азербайджанцами у Аскерана, приведшее к смерти двух человек. 26 февраля в Ереване проходит многочисленный митинг (почти полмиллиона человек) с требованием присоединить НКАО к Армении. 27 февраля советскими властями по центральному телевидению объявлено, что погибшие у Аскерана были азербайджанцами (при этом один был застрелен милиционером-азербайджанцем). С 27 по 29 февраля 1988 года в городе Сумгаит вспыхнул армянский погром, сопровождавшийся массовым насилием в отношении армянского населения, грабежами, убийствами, поджогами и уничтожением имущества, в результате которого пострадала значительная часть местного армянского населения, погибли по официальным данным властей 26 армян и 6 азербайджанцев. На протяжении 1988 года в Нагорном Карабахе происходили межэтнические столкновения между местным азербайджанским и армянским населением, приведшие к изгнанию мирных жителей из мест постоянного проживания.
Сложившееся угрожающее положение вынудило советское правительство объявить на территории области чрезвычайное положение. Для поддержания порядка были переброшены части дивизии Дзержинского, воздушно-десантных войск, милиции. В населённых пунктах НКАО был введён комендантский час.

### Первая карабахская война
В 1991 году на территории НКАО и некоторых прилегающих к ней армянонаселённых областей была провозглашена Нагорно-Карабахская Республика (НКР). В ходе Первой карабахской войны 1991−1994 годов между Азербайджаном и НКР азербайджанцы установили контроль над территорией бывшего, ранее в основном заселённого армянами, Шаумяновского района Азербайджанской ССР, армяне — над территорией бывшей НКАО и некоторыми прилегающими к ней, и ранее, в основном, заселёнными азербайджанцами и курдами районами.

## Памятники истории и культуры

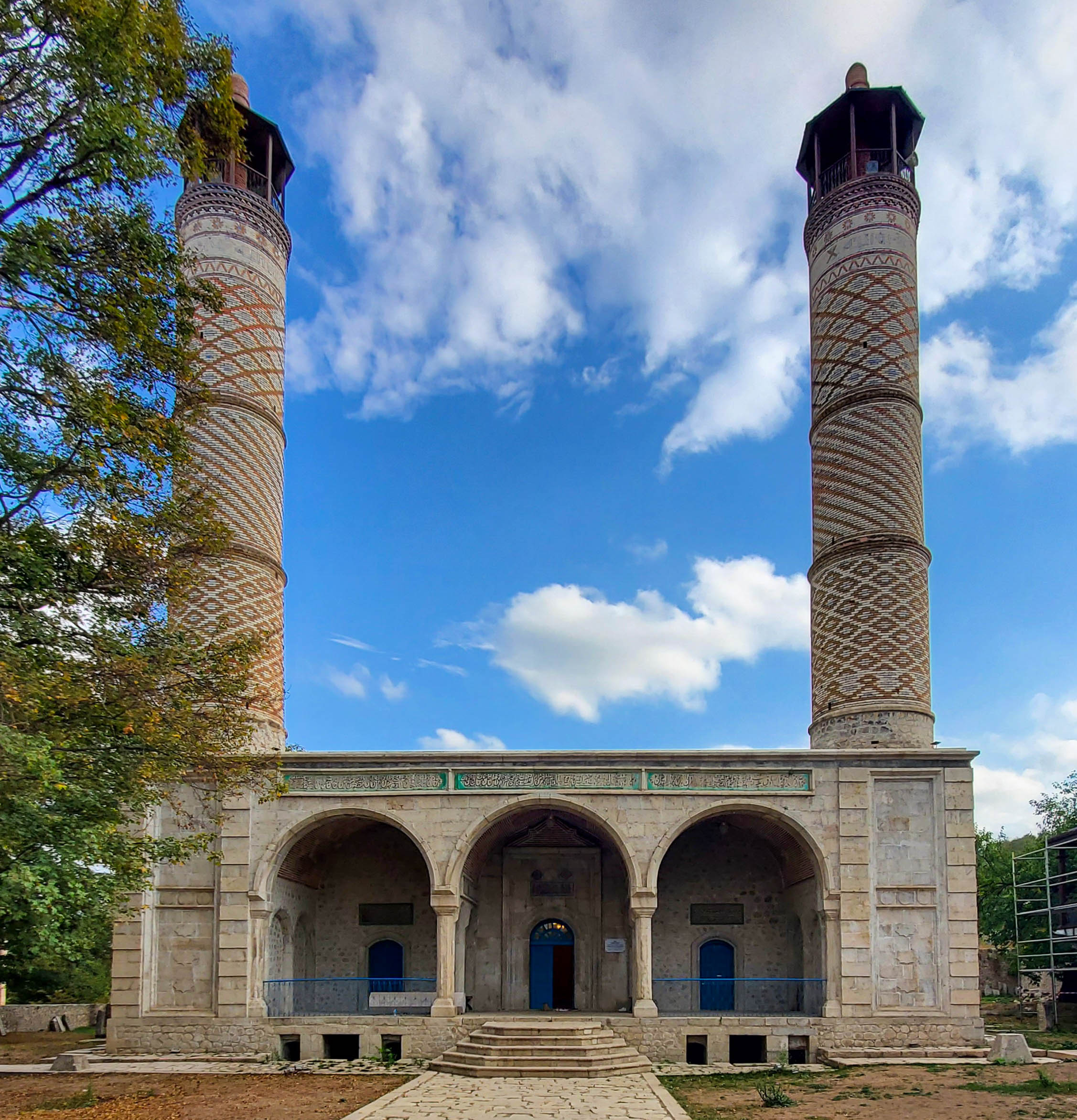
Верхняя мечеть Гевхар-аги, XVIII век
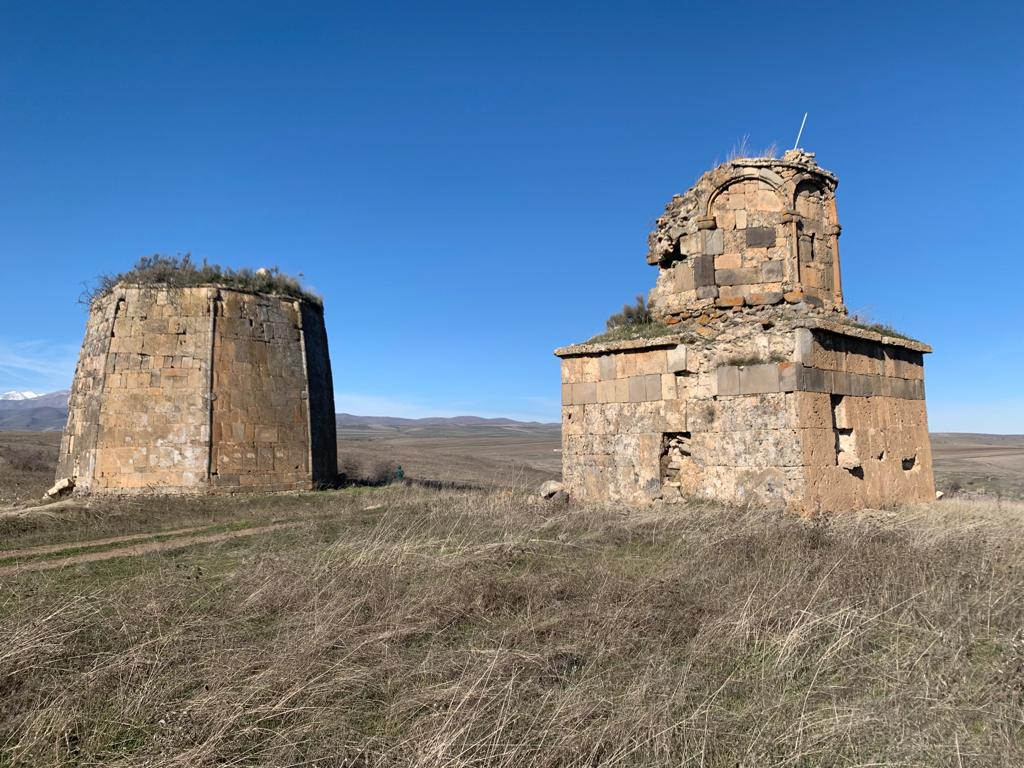
Мавзолей Мелик Аждар, XIV век
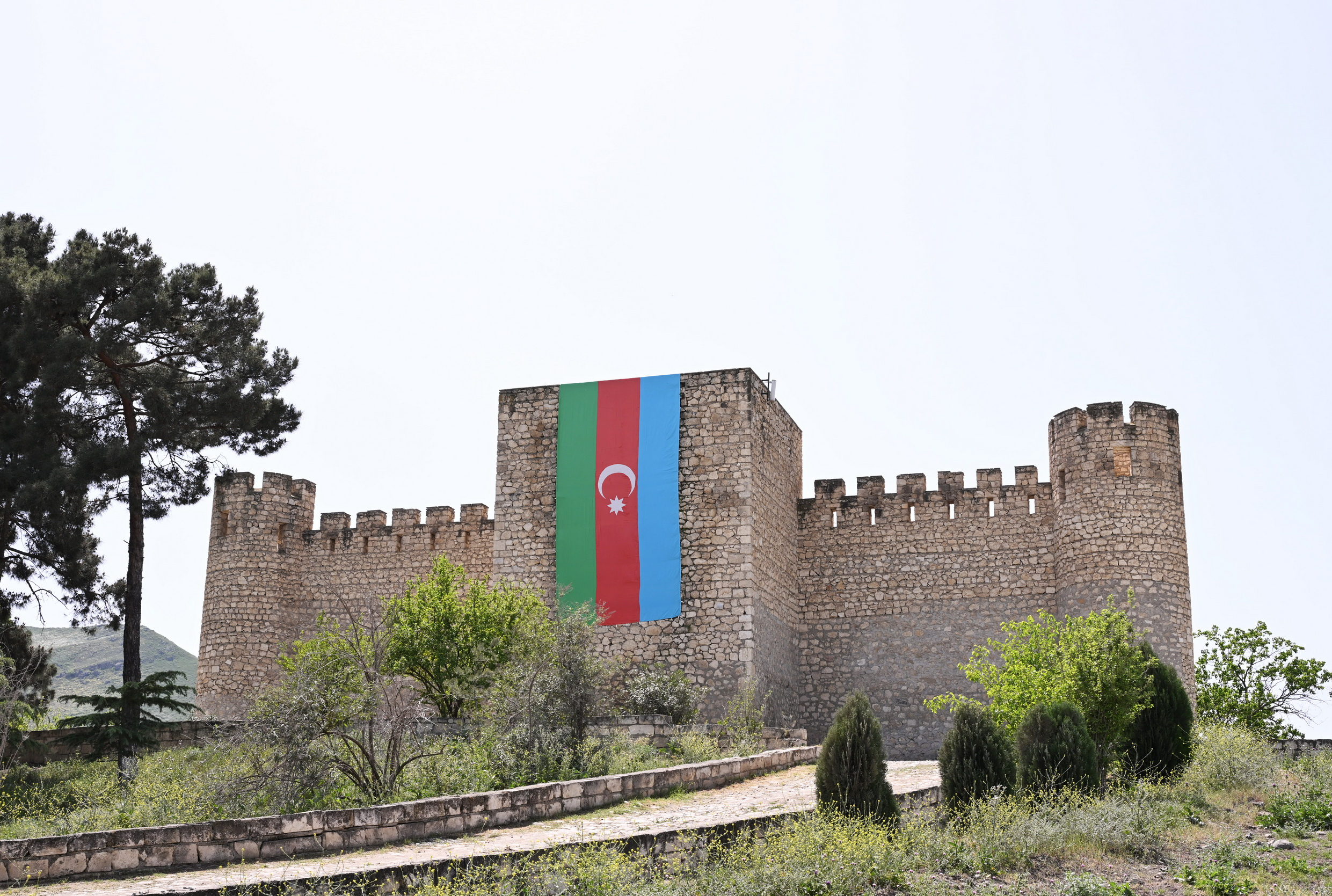
Крепость Шахбулаг XVIII век
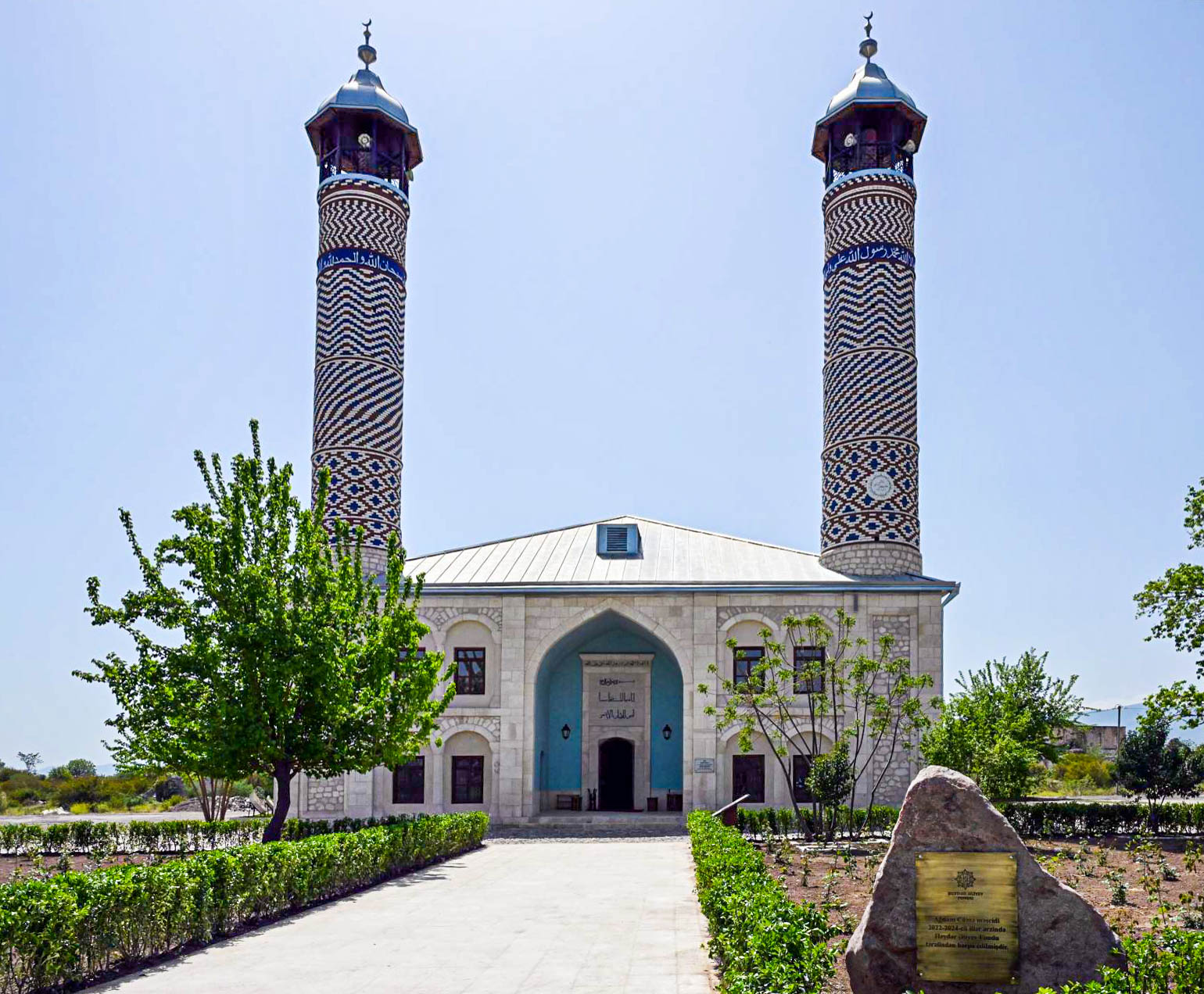
Агдамская мечеть
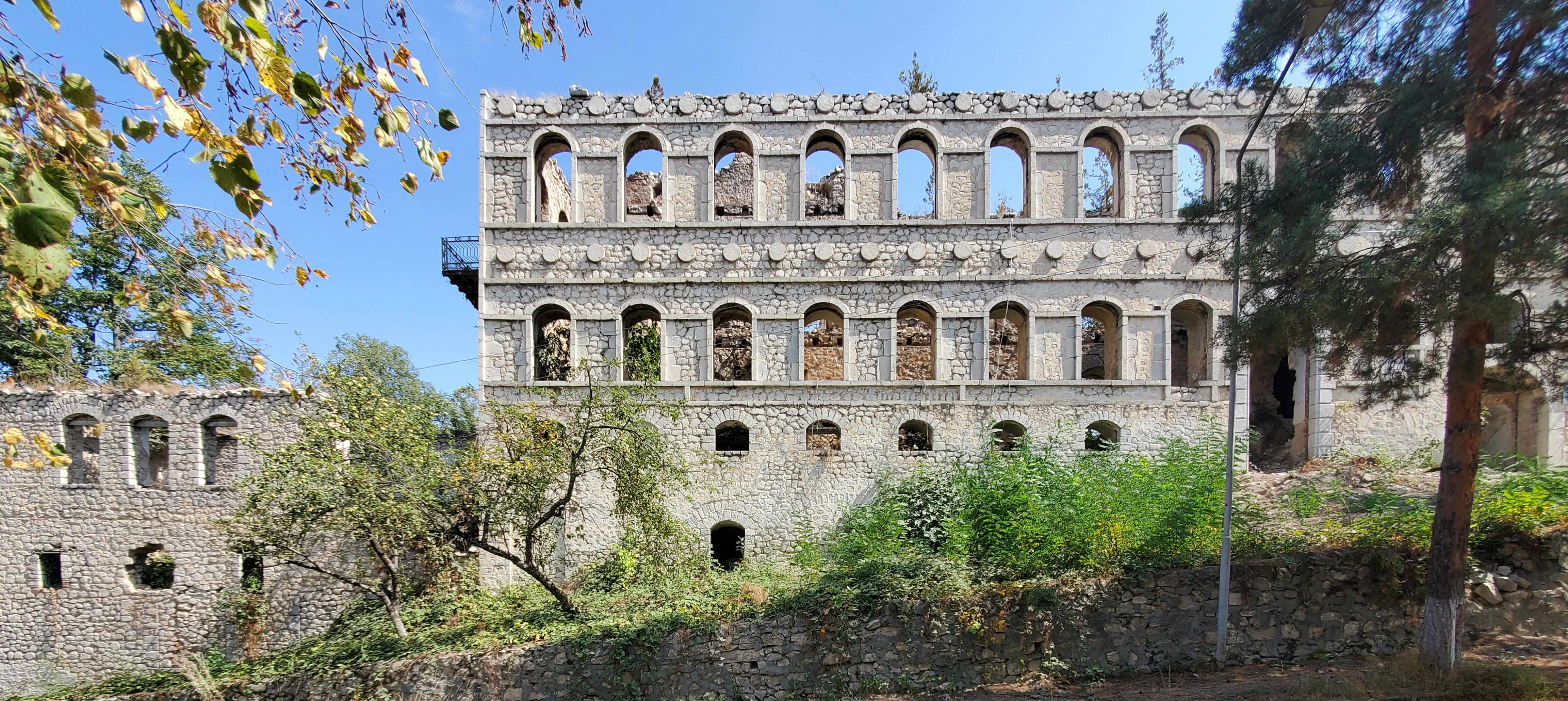
Дом Хуршидбану Натаван
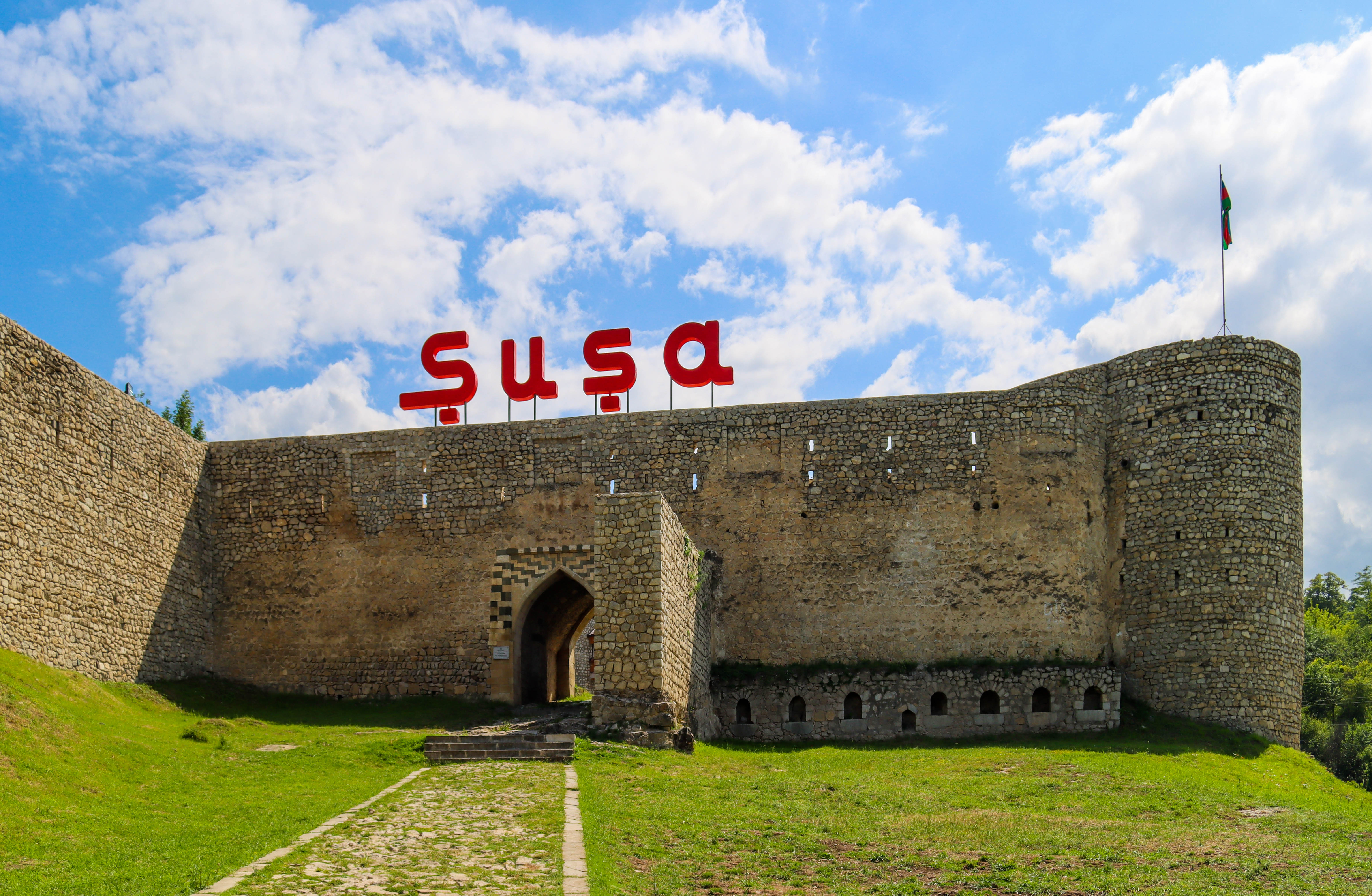
Шушинская крепость, XVIII век
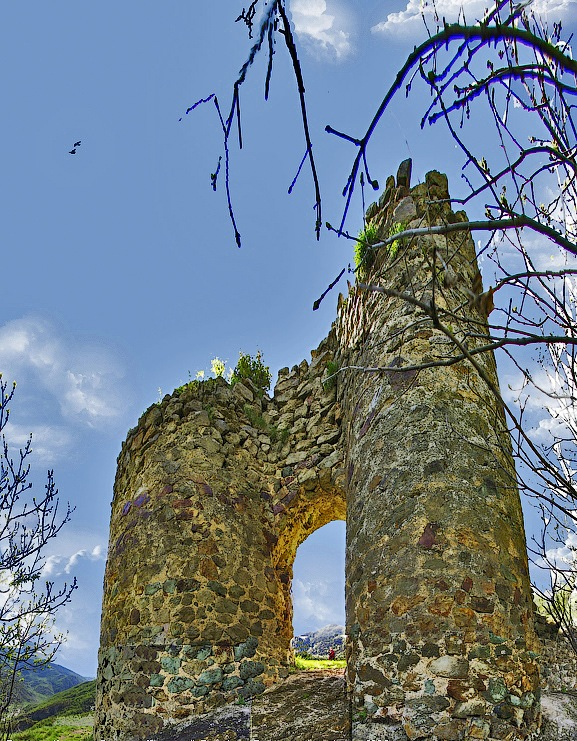
Крепость Андаберд, IX век
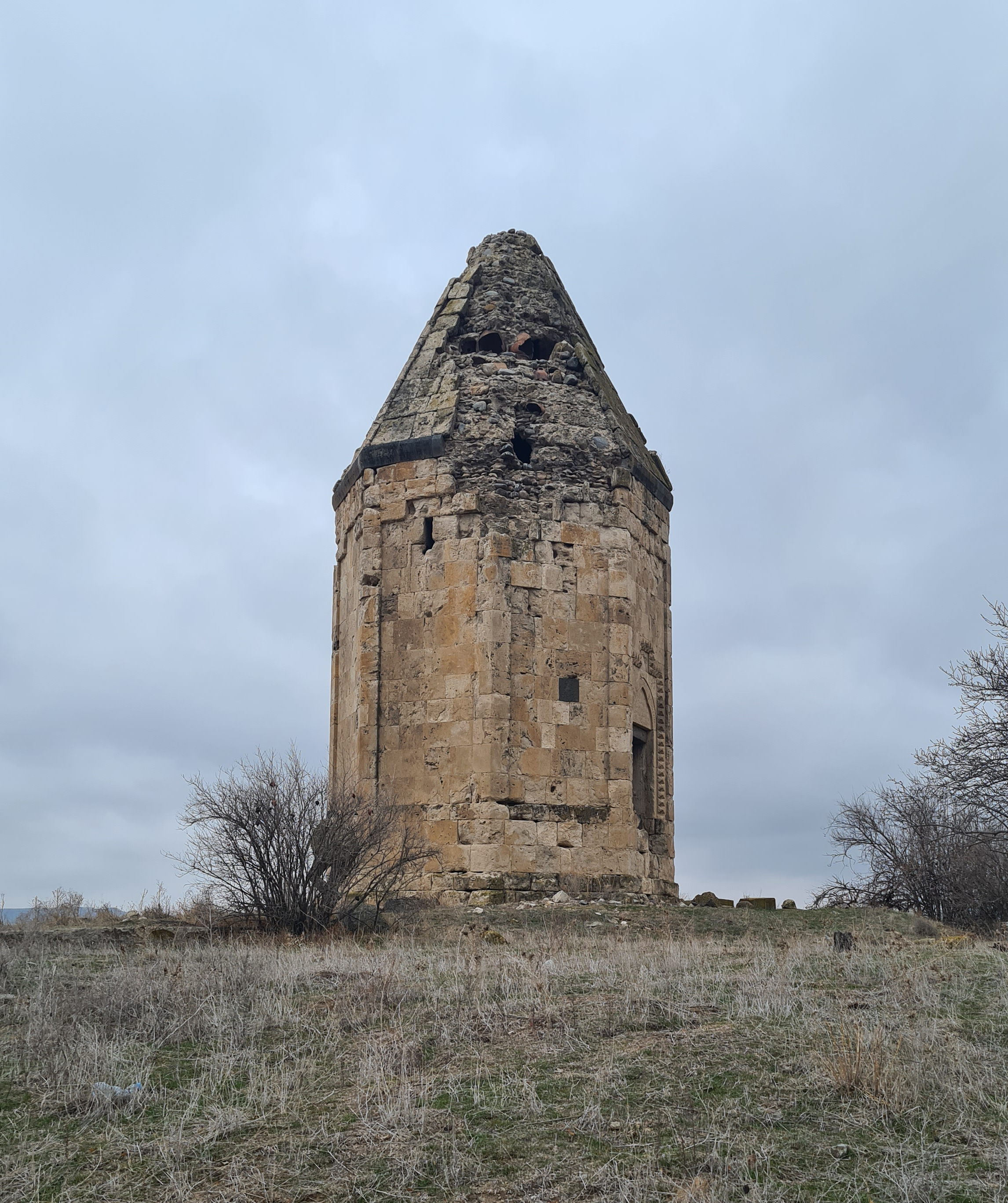
Мавзолей Йахйи ибн Мухаммада ал-Хаджа , 1305-й год
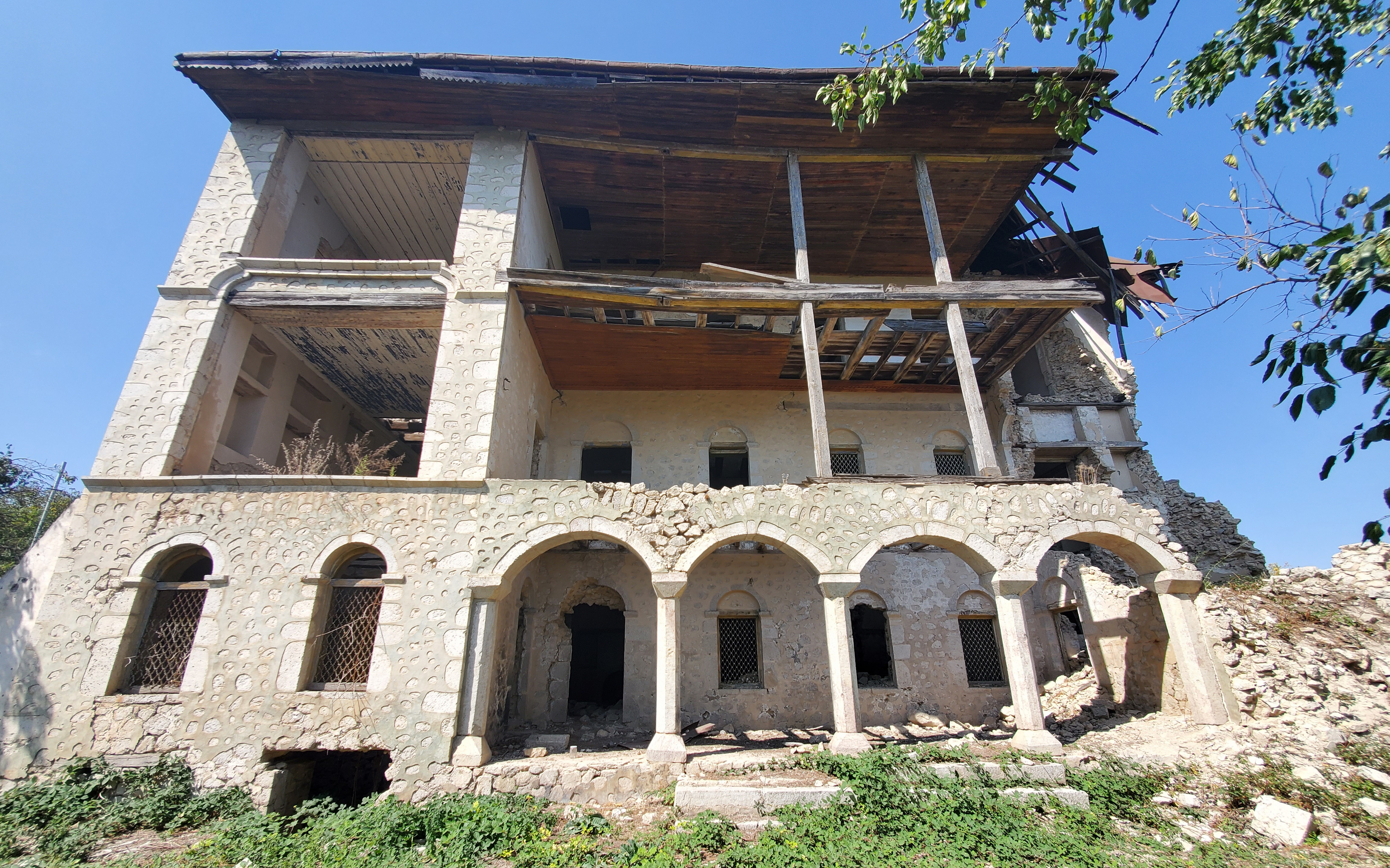
Дом Зохраббекова
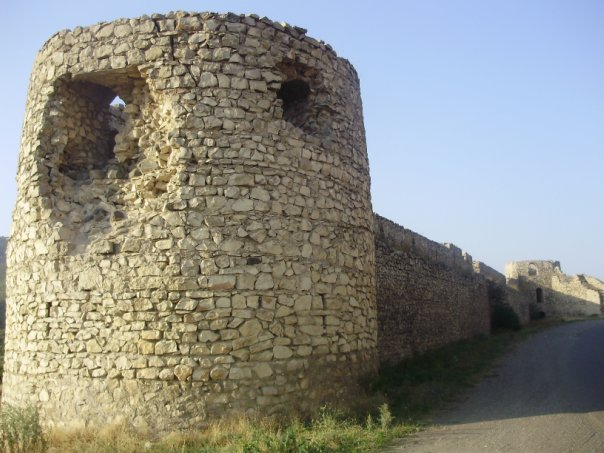
Аскеранская крепость, XVIII век
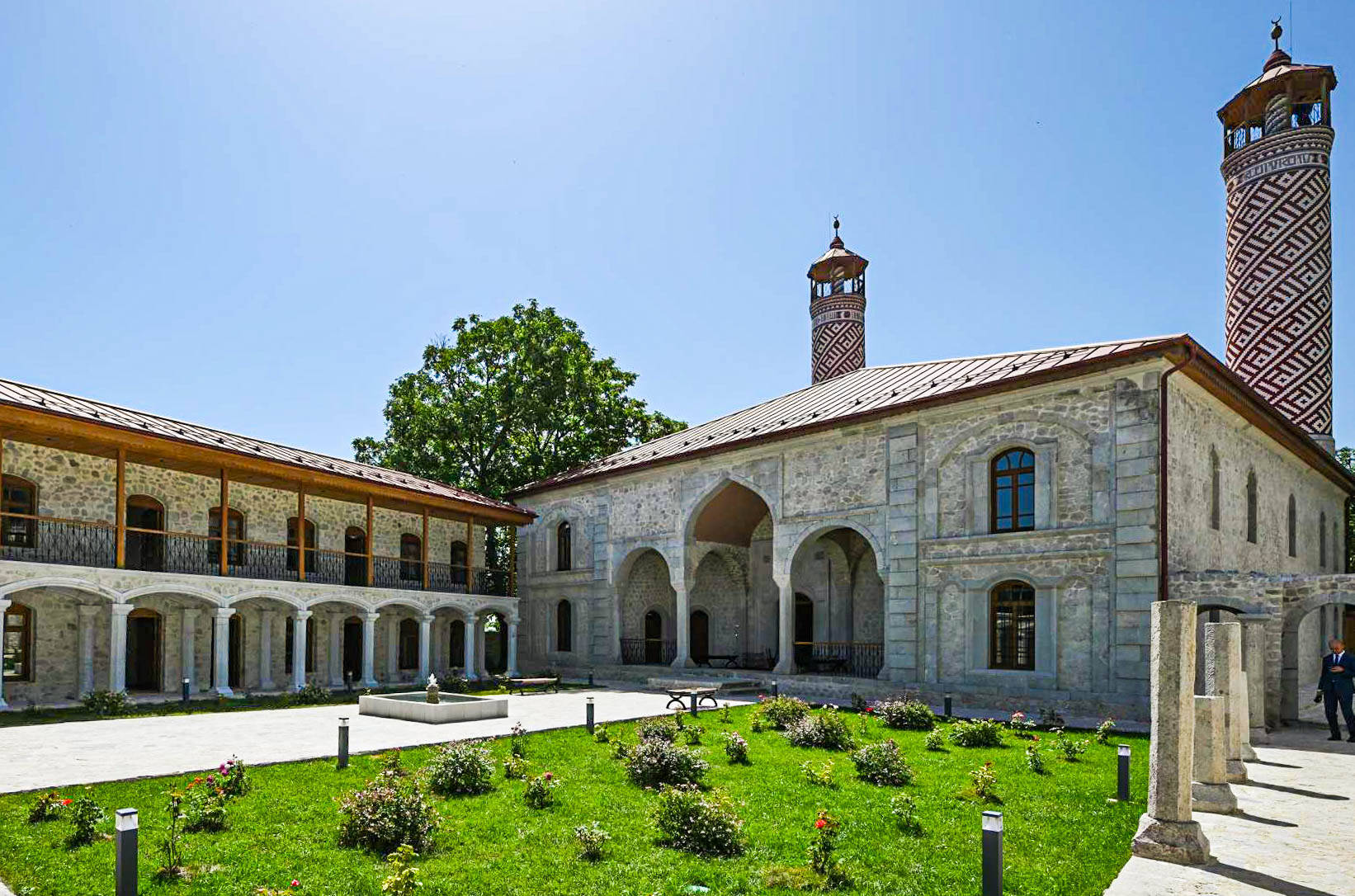
Нижняя мечеть Гевхар-аги, XIX век
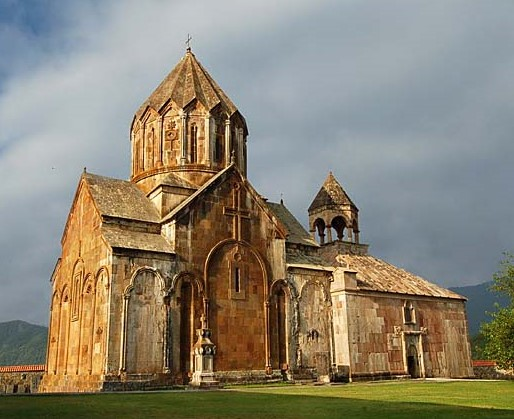
Монастырь Гандзасар, 1216—1238 годы
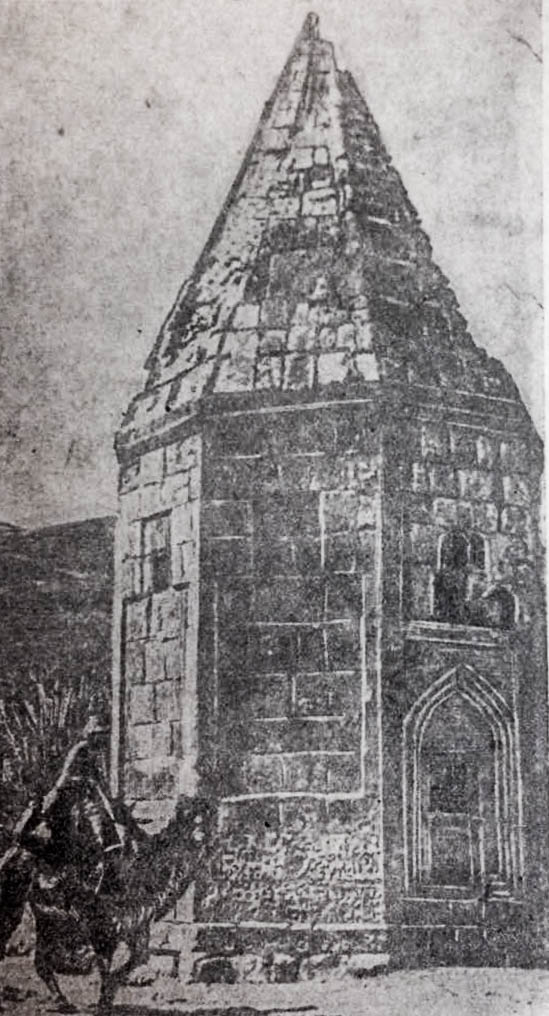
Мавзолей Джаваншира, XIV век
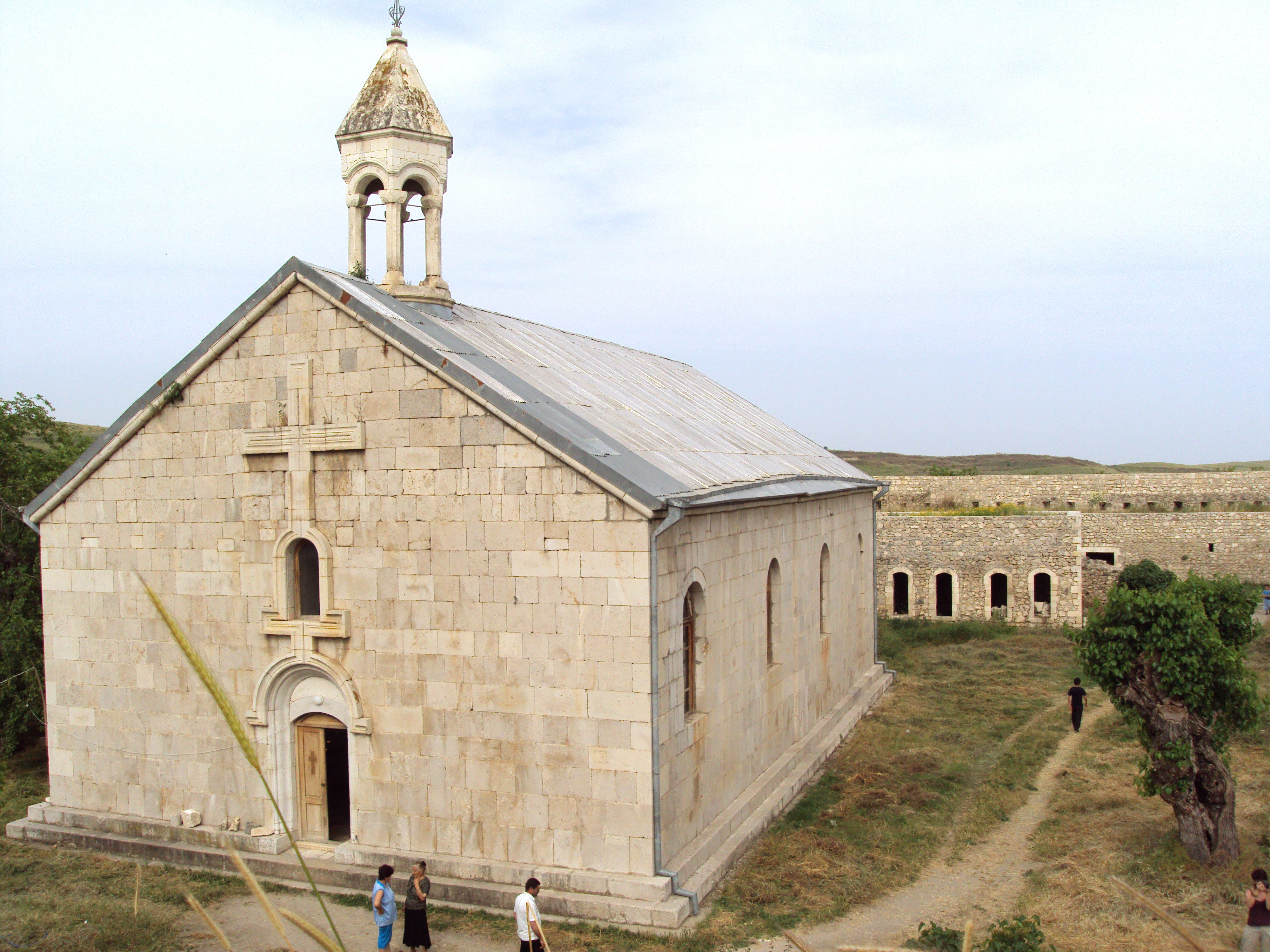
Монастырь Амарас, IV век
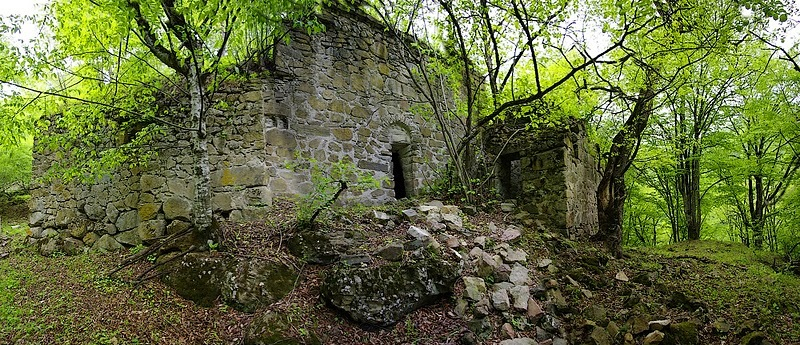
Останки монастыря Кармираван, XIII век
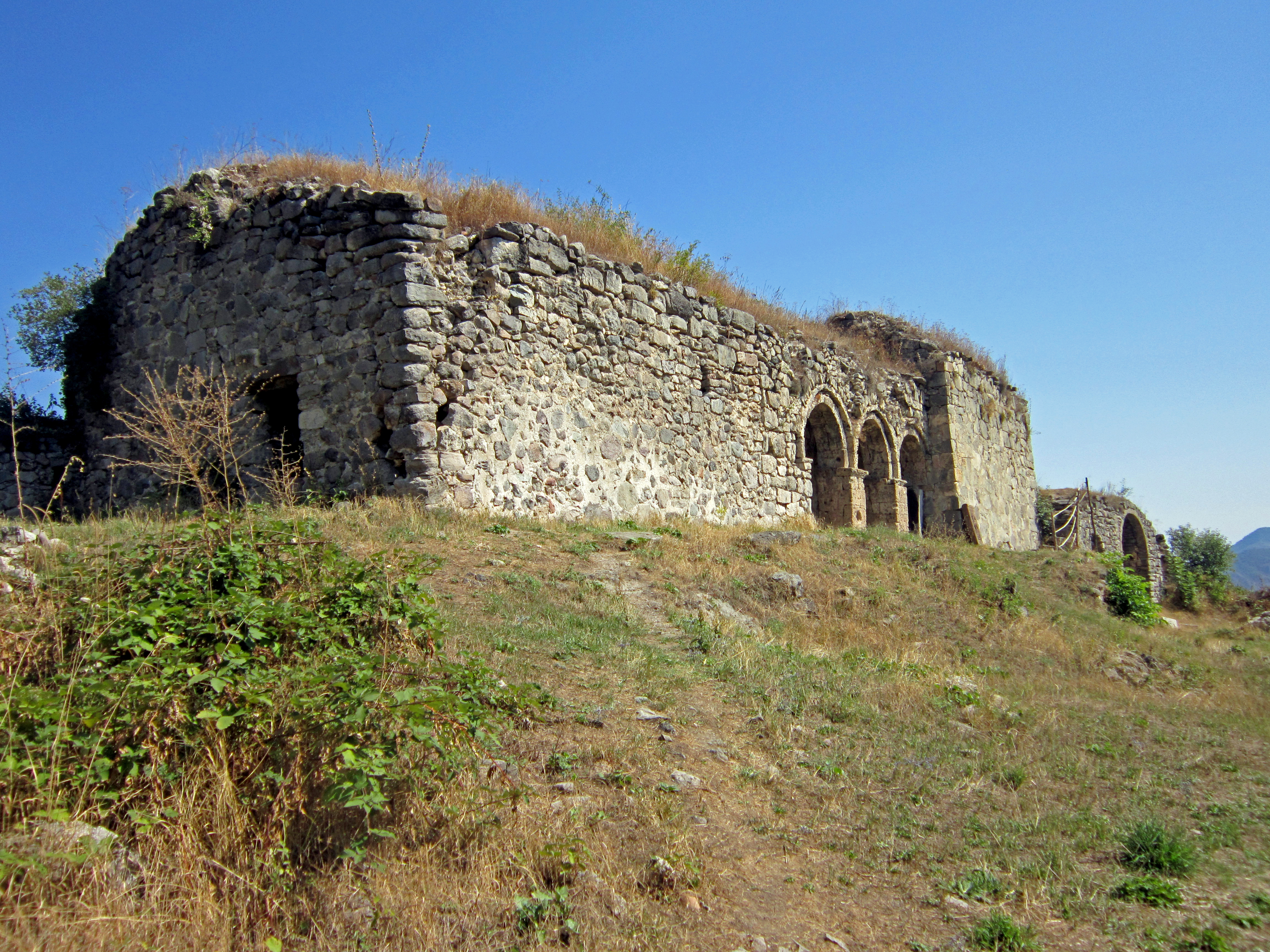
Останки монастырского комплекса Акобаванк, XII—XIII века
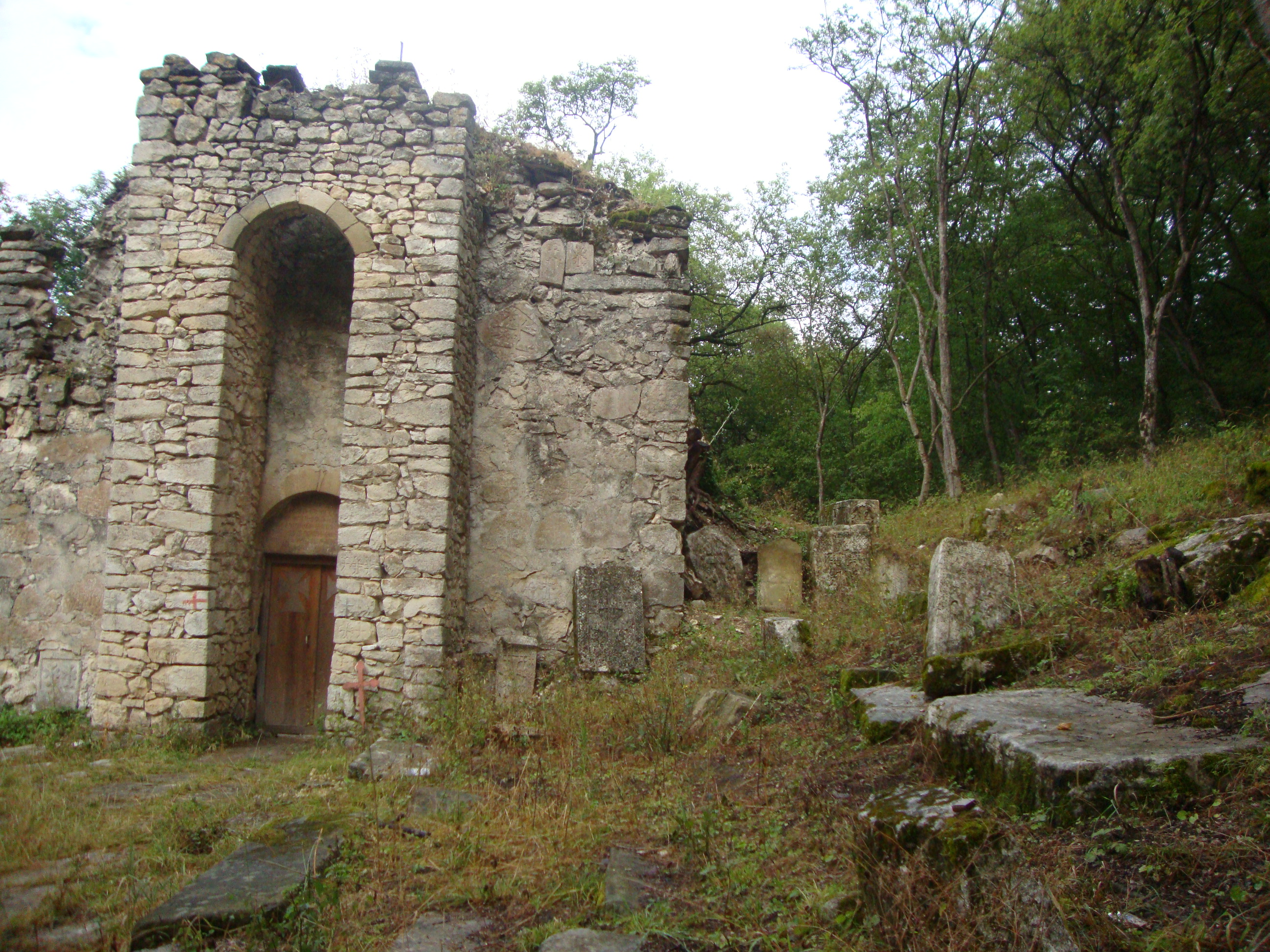
Останки монастырского комплекса Хорекаванк, V—XIII века
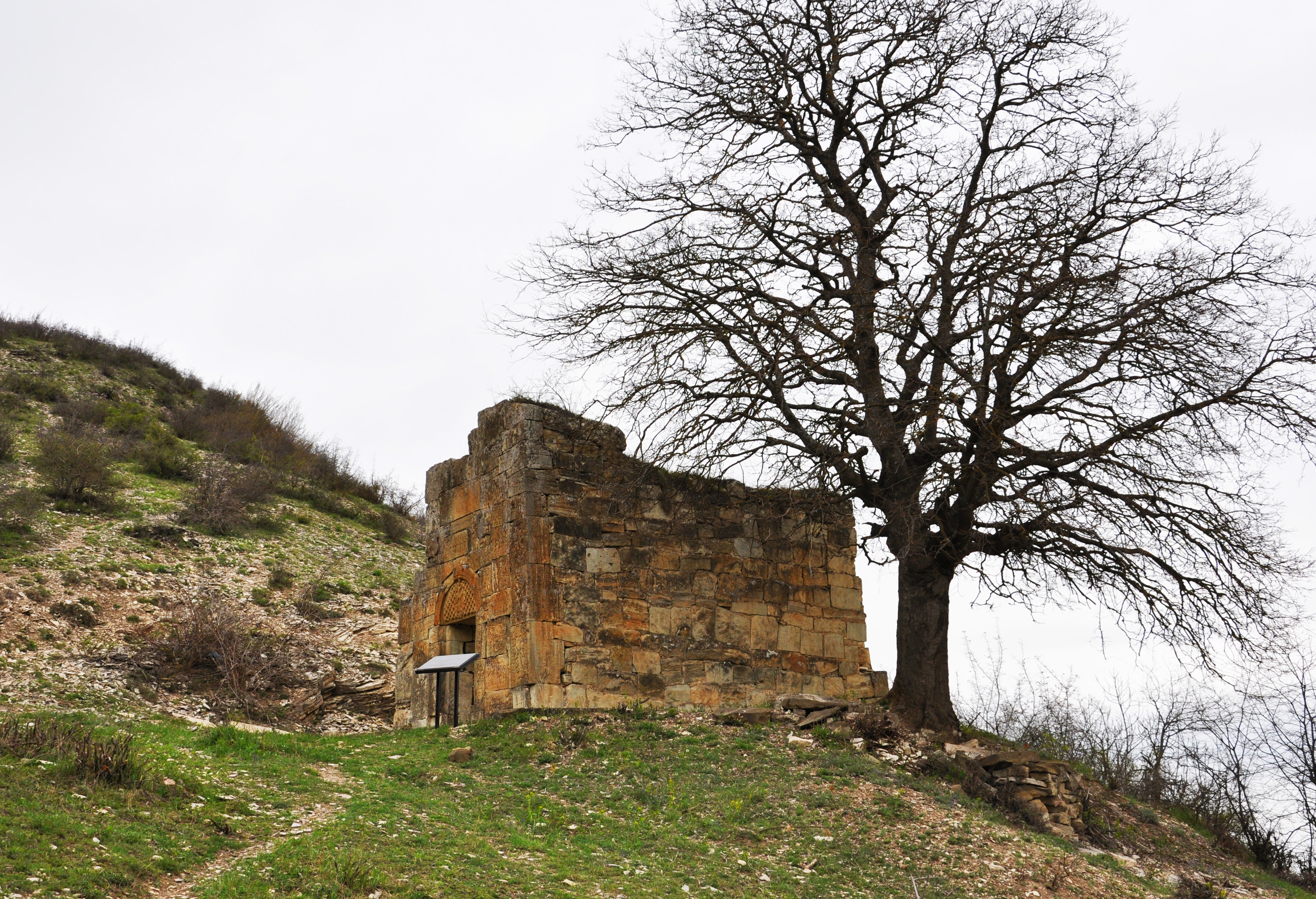
Останки монастыря Бри Ехци, XIII век
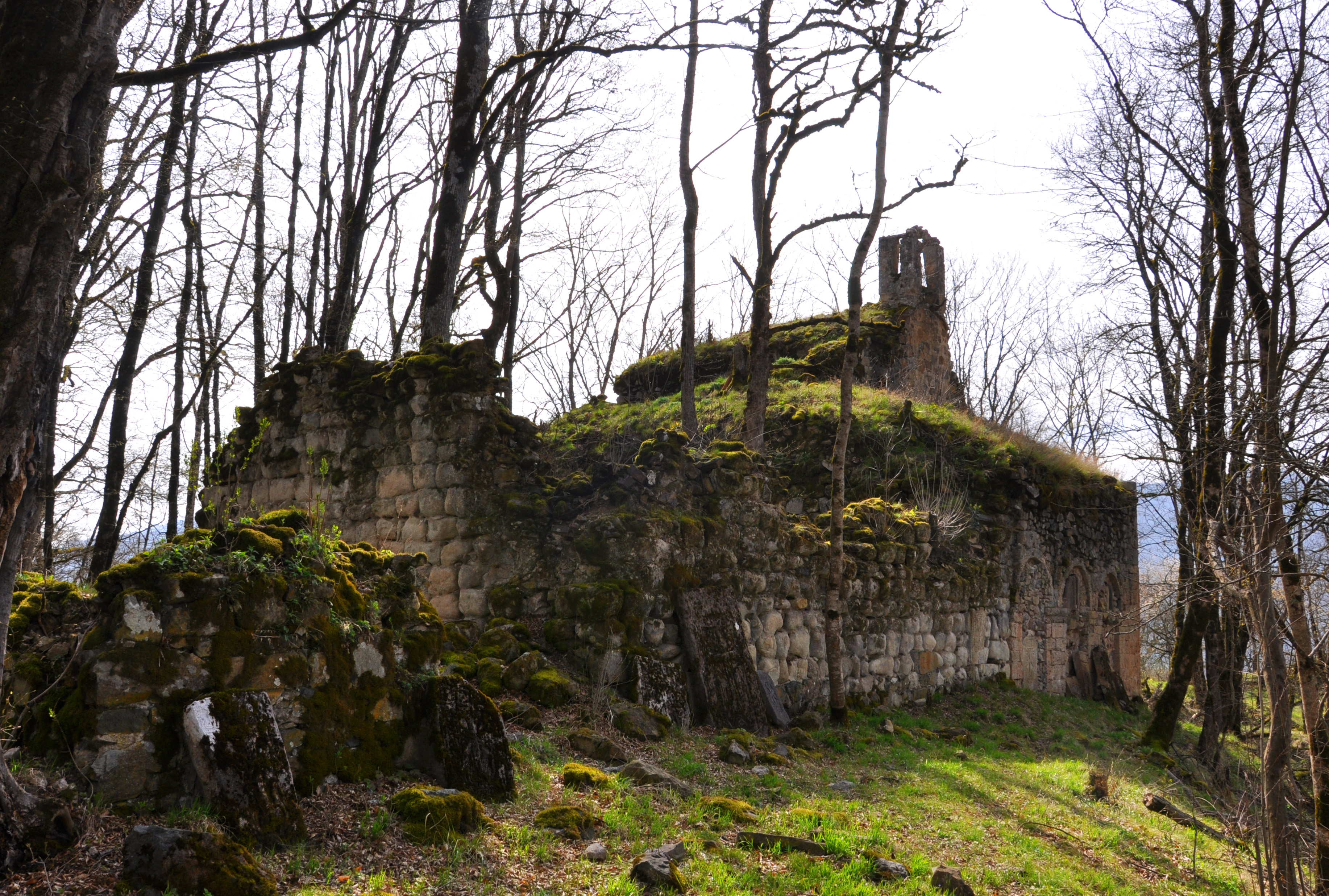
Руины монастыря Кошик пустынь, XII век
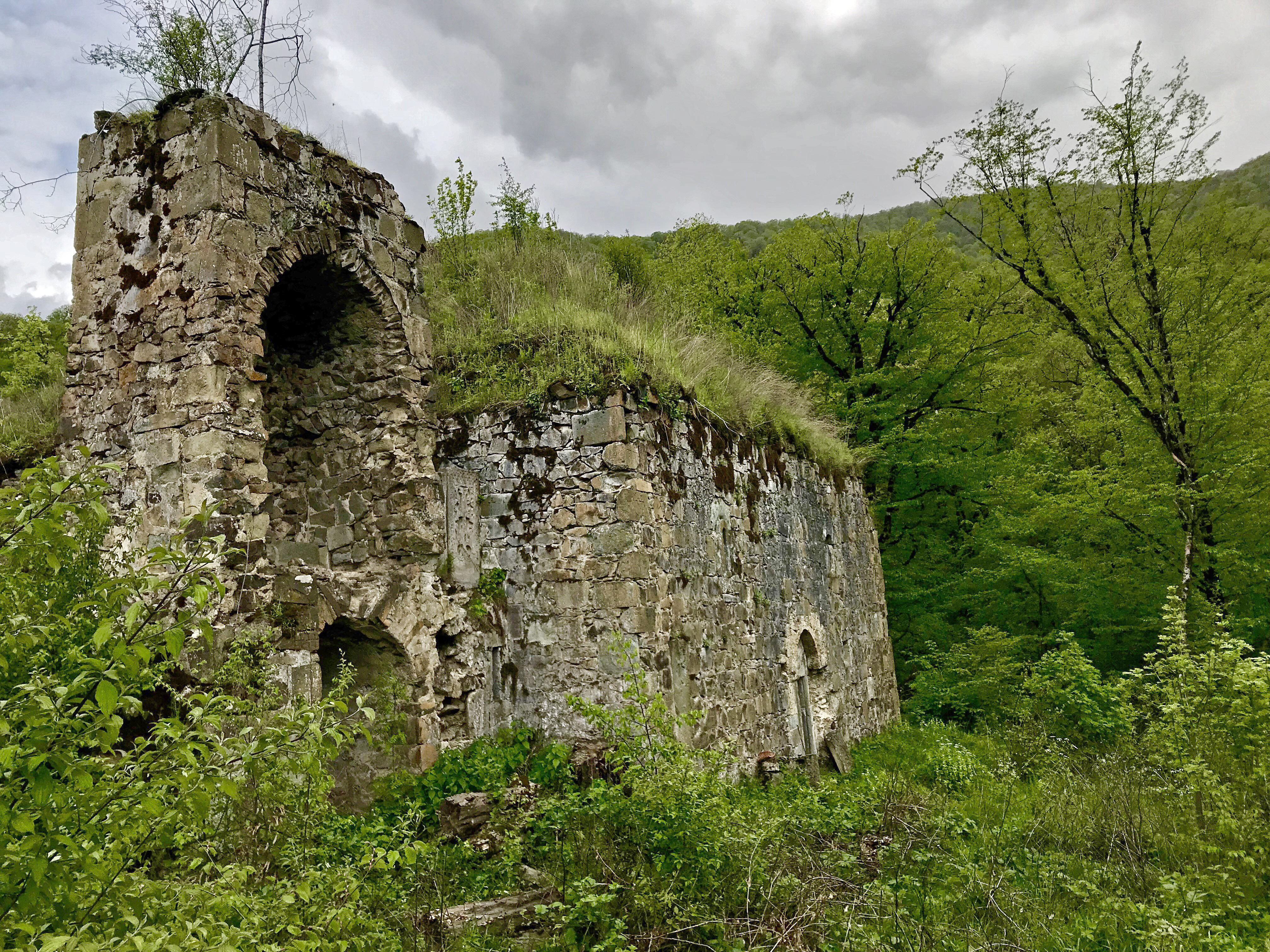
Останки монастыря Хатраванк, XII век
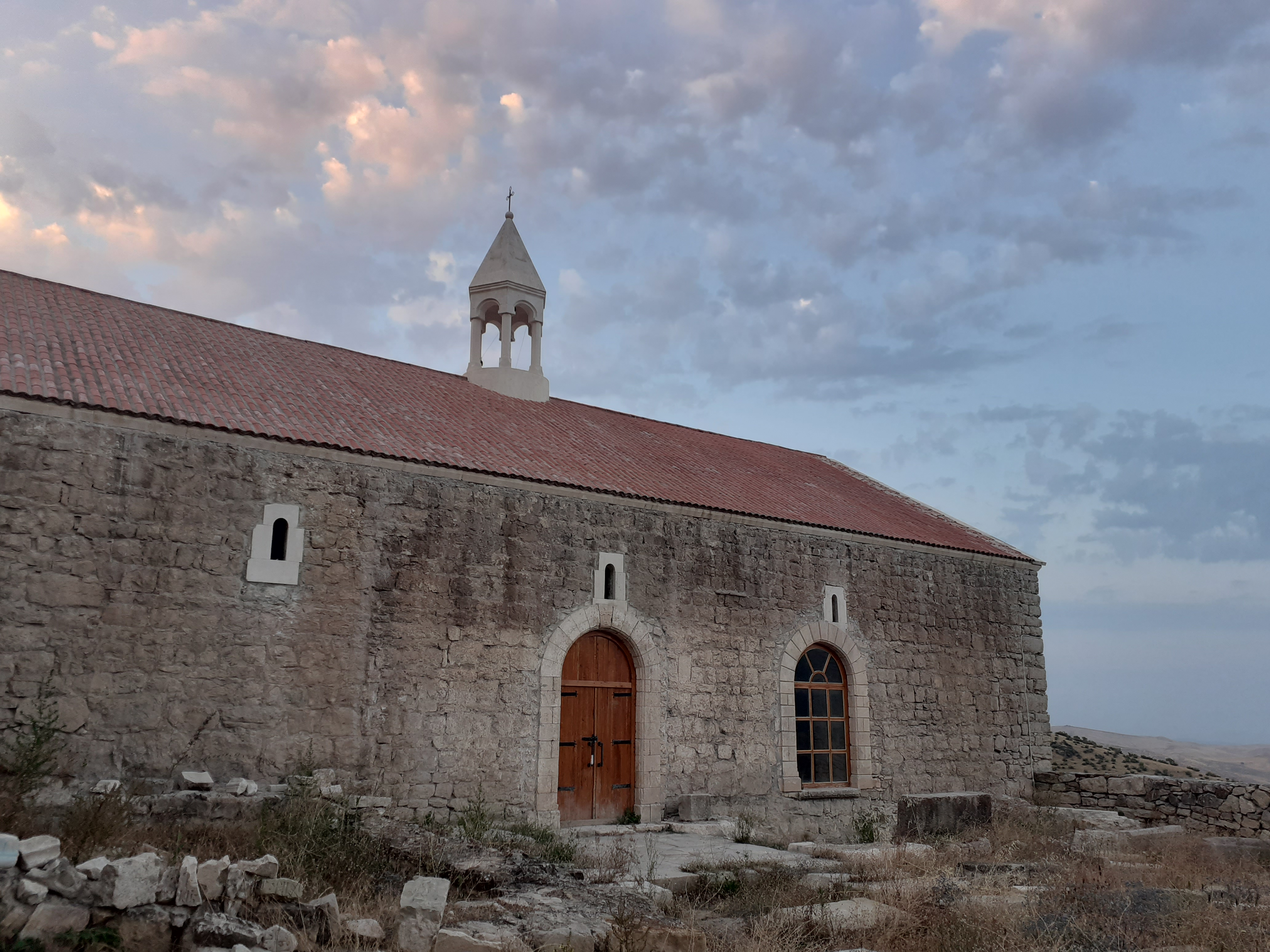
Церковь Святого Иоанна, XVII век
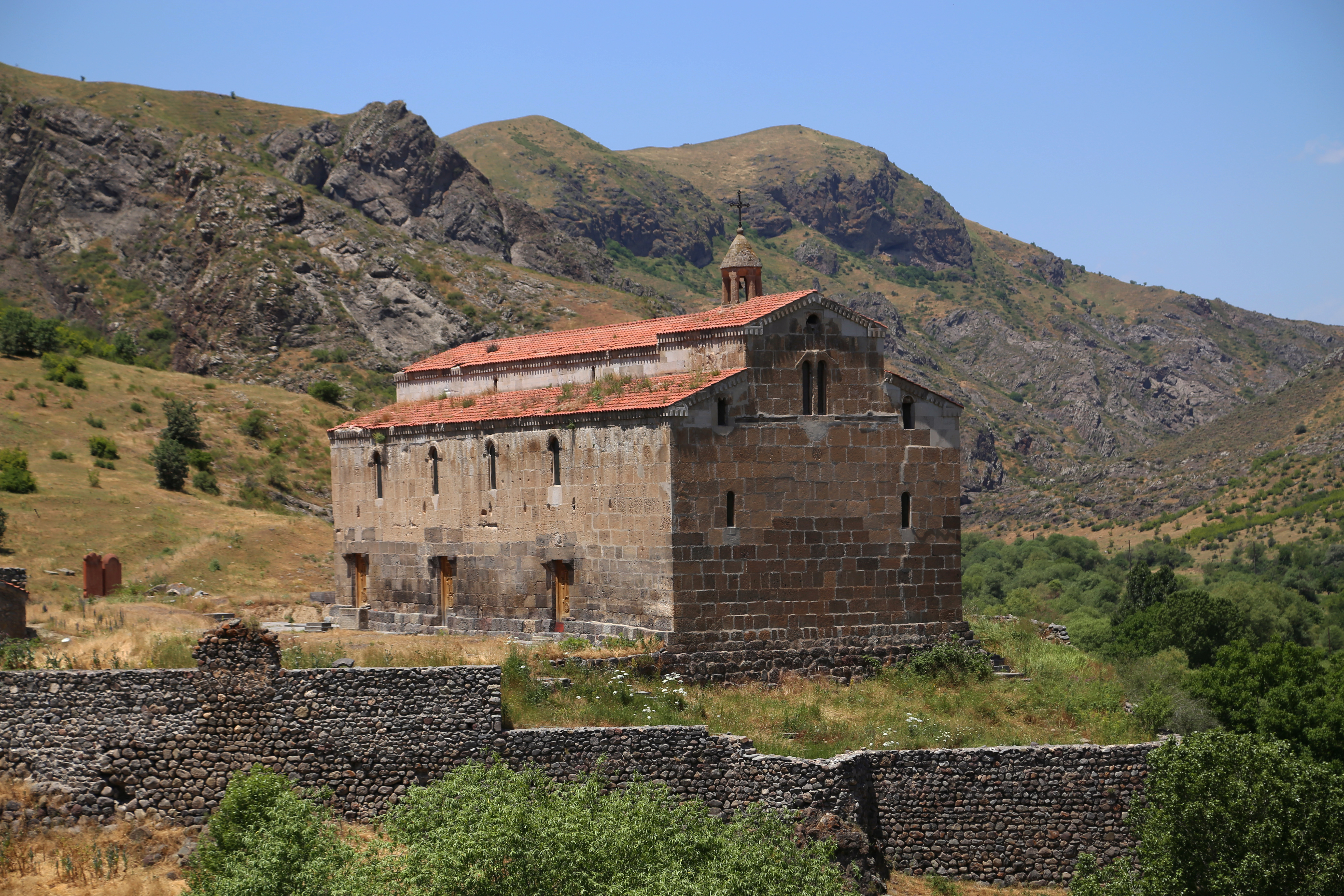
Монастырь Цицернаванк, IV—VI века
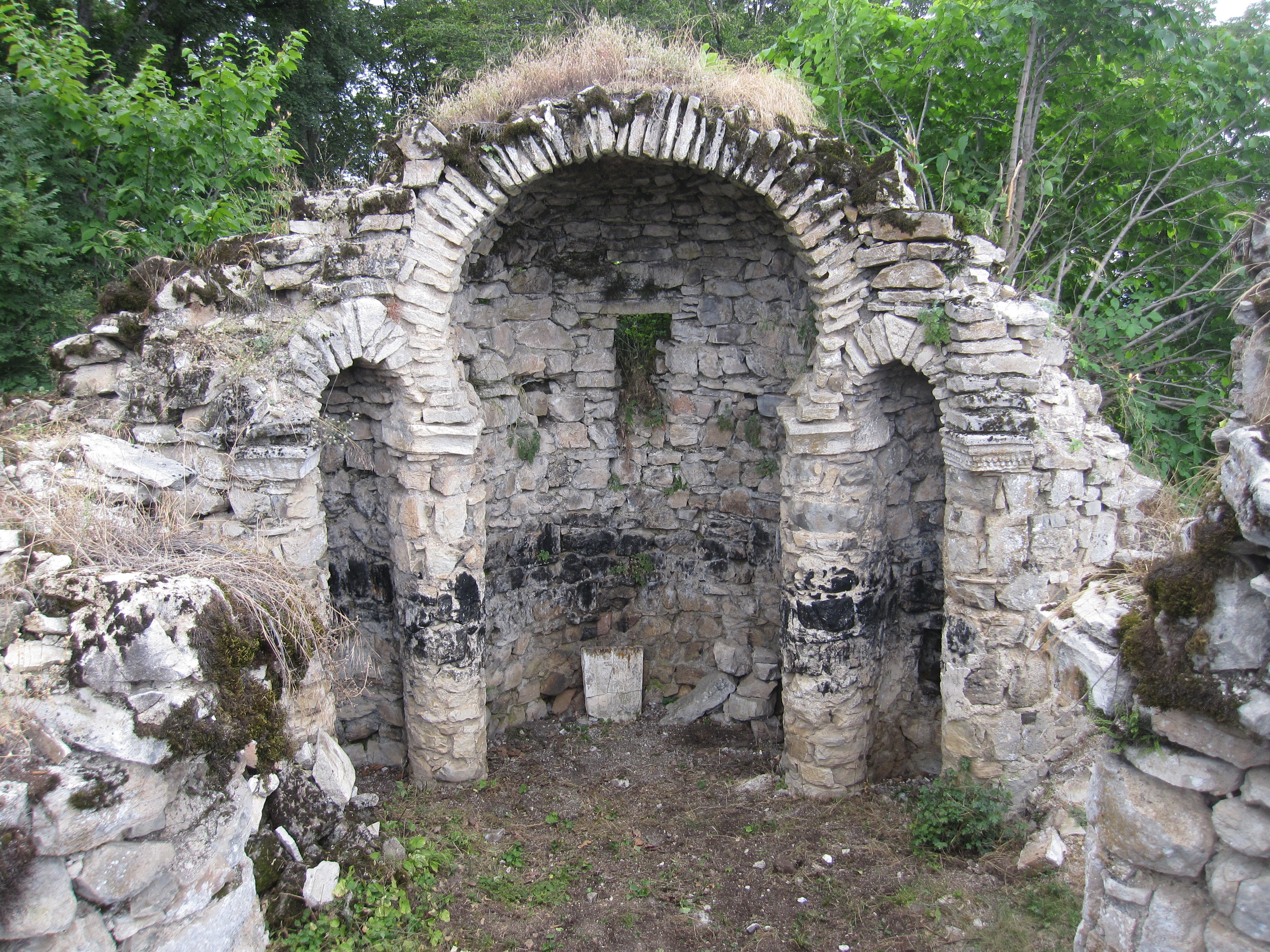
Руины монастыря Охты Дрни, V—VI века